# Плучкі-Гурне
Плучкі-Гурне (пол. Płóczki Górne, нім. Ober Görisseiffen) — село в Польщі, у гміні Львувек-Шльонський Львувецького повіту Нижньосілезького воєводства.
Населення — 554 особи (2011).
У 1975-1998 роках село належало до Єленьогурського воєводства.

## Демографія
Демографічна структура станом на 31 березня 2011 року:
|          | Загалом | Допрацездатний вік | Працездатний вік | Постпрацездатний вік |
| -------- | ------- | ------------------ | ---------------- | -------------------- |
| Чоловіки | 281     | 65                 | 194              | 22                   |
| Жінки    | 273     | 54                 | 162              | 57                   |
| Разом    | 554     | 119                | 356              | 79                   |